# Ахуново (Давлекановский район)
Аху́ново (баш. Ахун) — деревня в Давлекановском районе Республики Башкортостан Российской Федерации. Входит в состав Микяшевского сельсовета. 

## География

### Географическое положение
Расстояние до:
- районного центра (Давлеканово): 26 км,
- центра сельсовета (Микяшево): 6 км,
- ближайшей ж/д станции (Давлеканово): 26 км.

## Население
| 2002 | 2009 | 2010 |
| ---- | ---- | ---- |
| 52   | ↗60  | ↗72  |

### Национальный состав
Согласно переписи 2002 года, преобладающая национальность — башкиры (92 %).

## Религия
В деревне есть мечеть.